# Архитектура модерна

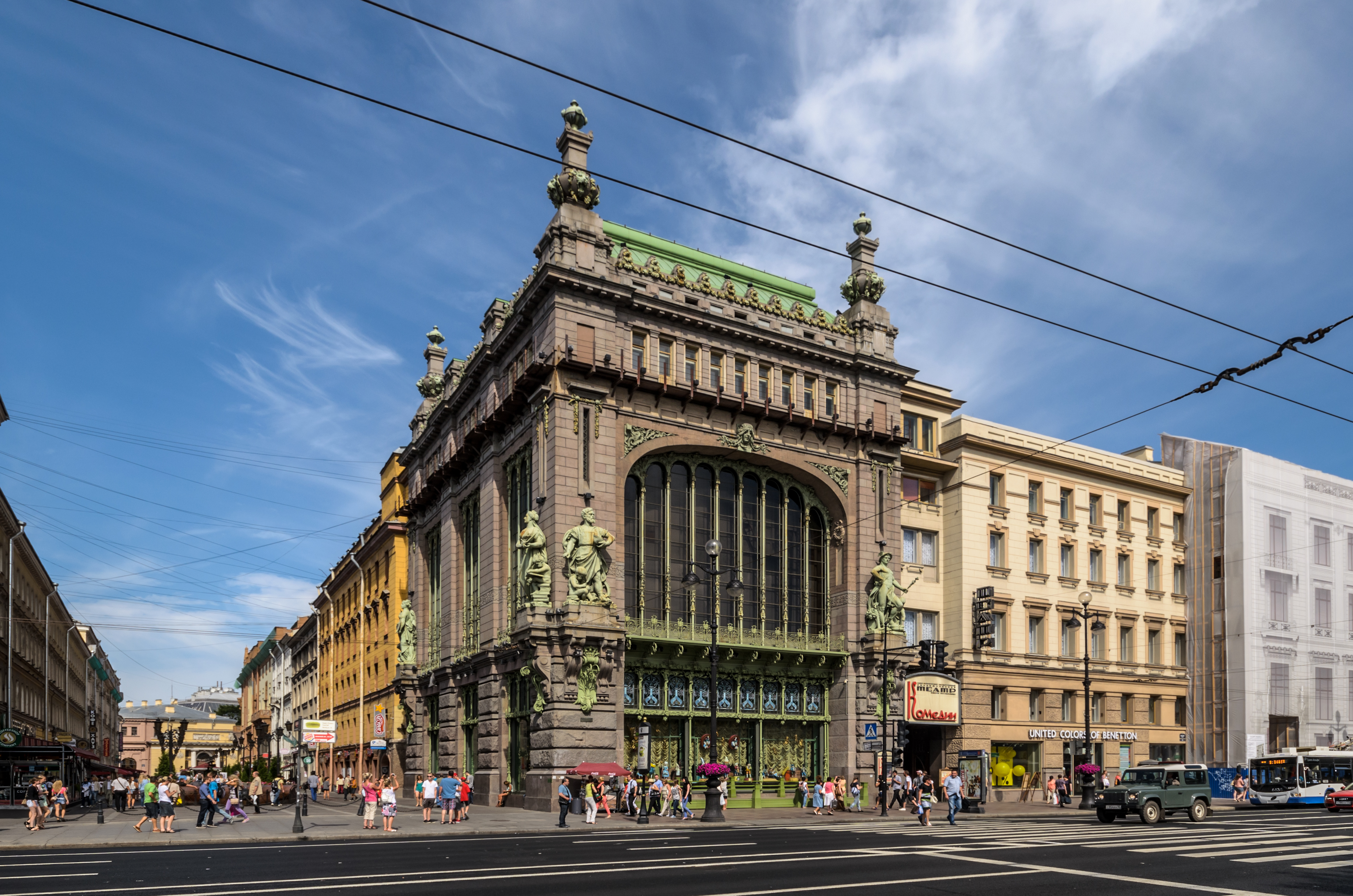
Дом торгового товарищества «Братья Елисеевы». 1903. Санкт-Петербург. Архитектор Г. В. Барановский

Архитекту́ра моде́рна — обобщённое название произведений архитектуры исторического периода конца XIX — начала XX века в странах Западной Европы и в России. Архитектура этого периода включает разные архитектурные стили, стилевые историко-региональные течения и школы, имеющие различные наименования. Например: ар-нуво, югендстиль, венский модерн, стиль Сецессиона, стиль либерти, стиль Гимара, или стиль метро, и т. д. Однако все течения, включая индивидуальные художественные стили разных мастеров, объединяло стремление к синтезу разных тем, источников, форм и технических приёмов, поэтому их и объединяют общим термином «модерн».
Главной объединяющей тенденцией в архитектуре этого периода стала антиэклектическая направленность: стремление освободиться от излишеств и пестроты разностильного декора, свойственных эклектизму предыдущего периода историзма и «викторианского стиля», и найти объединяющий принцип, предполагающий органичную целостность архитектурной композиции. Российские исследователи архитектуры В. С. Горюнов и М. П. Тубли формулировали этот тезис следующим образом: «Искусство, которое сравнительно недавно именовалось декадентским, всё отчётливее приобретает значение этапа, завершающего грандиозный цикл развития европейской культуры, начинавшегося ещё в пору античности. Несомненно то, что предпринятая на рубеже веков попытка обобщения эстетического опыта человечества, синтеза художественных традиций Запада и Востока, античности и Средневековья, классицизма и романтизма сопровождалась и, в известной мере, была порождена явлениями упадка, кризиса сложившейся к этому времени системы научных, эстетических и этических ценностей».

## Основные течения архитектуры модерна
В стремлении преодолеть эклектичность мастера модерна, ещё не нашедшие «нового стиля», в первую очередь обращались к национальным источникам. Так появилась отчасти ретроспективная по содержанию архитектура «северного модерна» в Швеции и Финляндии, имевшая для этих стран национально-романтический смысл. В Санкт-Петербурге северный модерн имел иной смысл: не национально-романтический, а преконструктивистский. В России национально-романтические тенденции развития архитектуры в период модерна нашли своё выражение в неорусском стиле.
Из Франции, посредством творчества Луиса Салливана, эстетика модерна проникла в США, где формировалась Чикагская архитектурная школа. Металлические конструкции позволили создать первые небоскрёбы (16-этажный Монаднок-билдинг, 1893), в которых традиционная кирпичная кладка приобретала декоративные качества (в России схожий стиль именовали «кирпичным»).
В странах Западной Европы архитектура модерна приобрела классическое выражение в стиле ар-нуво, характерного флоральными (растительными) мотивами декора в работах бельгийца Виктора Орта, который широко использовал металл и стекло, значительное внимание уделяя и декору интерьера в виде металлического растительного орнамента (светильники, перила, дверные ручки) и мозаичных полов. Ученик Орта Эктор Гимар распространил бельгийскую версию модерна на Францию, создав входные павильоны парижского метро (1900).

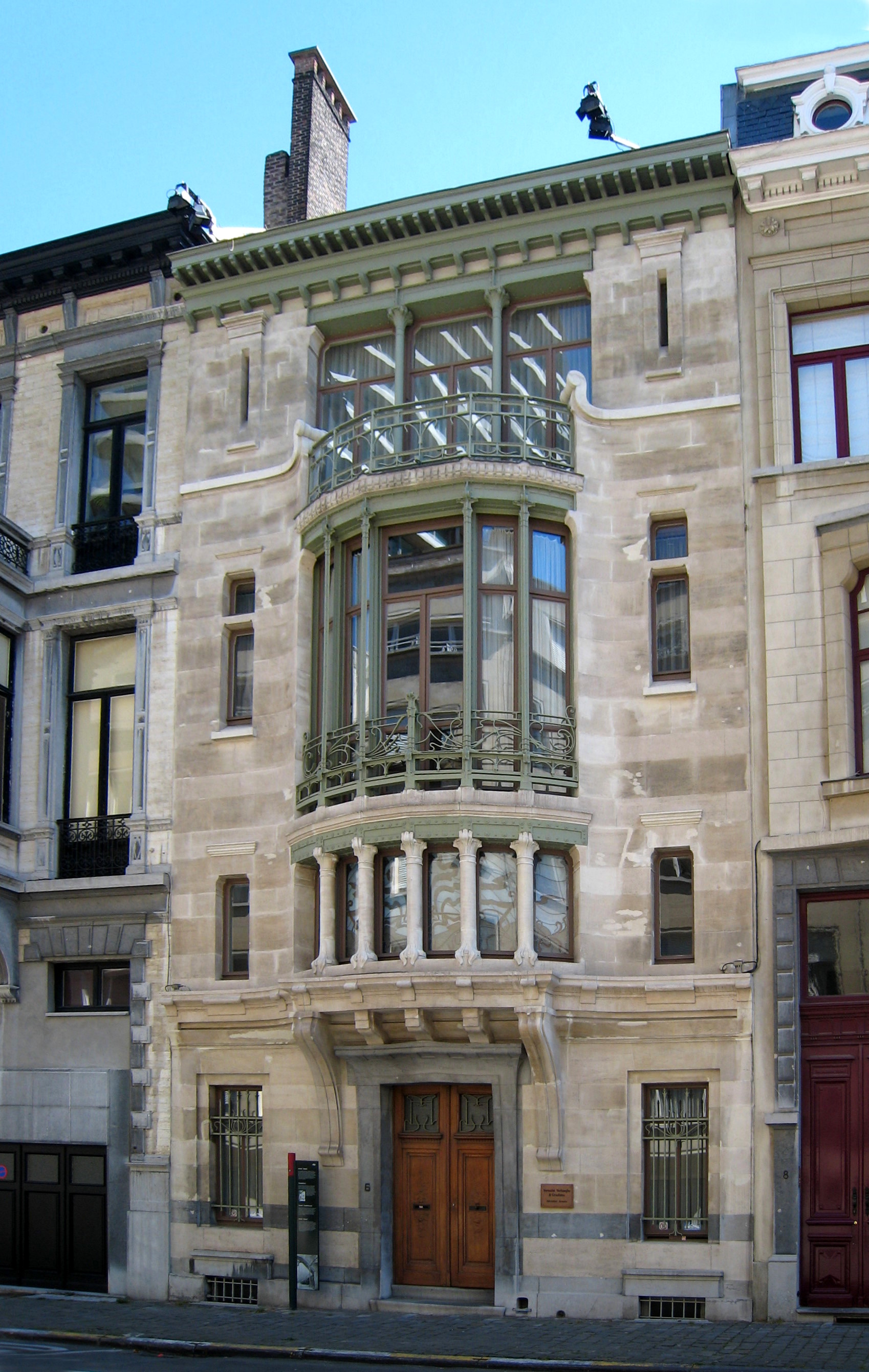
Особняк Тассель. 1892—1893. Брюссель. Архитектор В. Орта
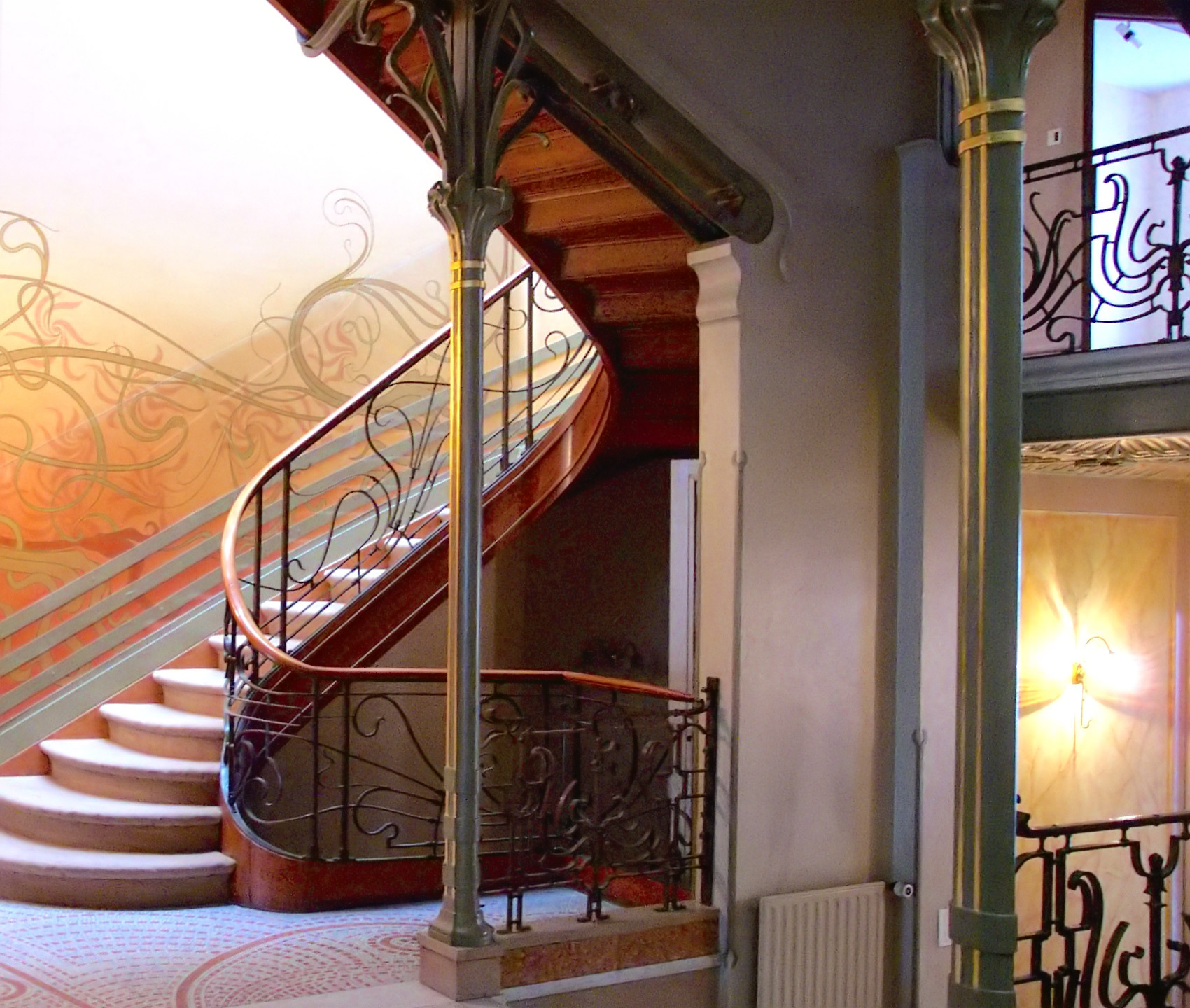
Лестница особняка Тассель
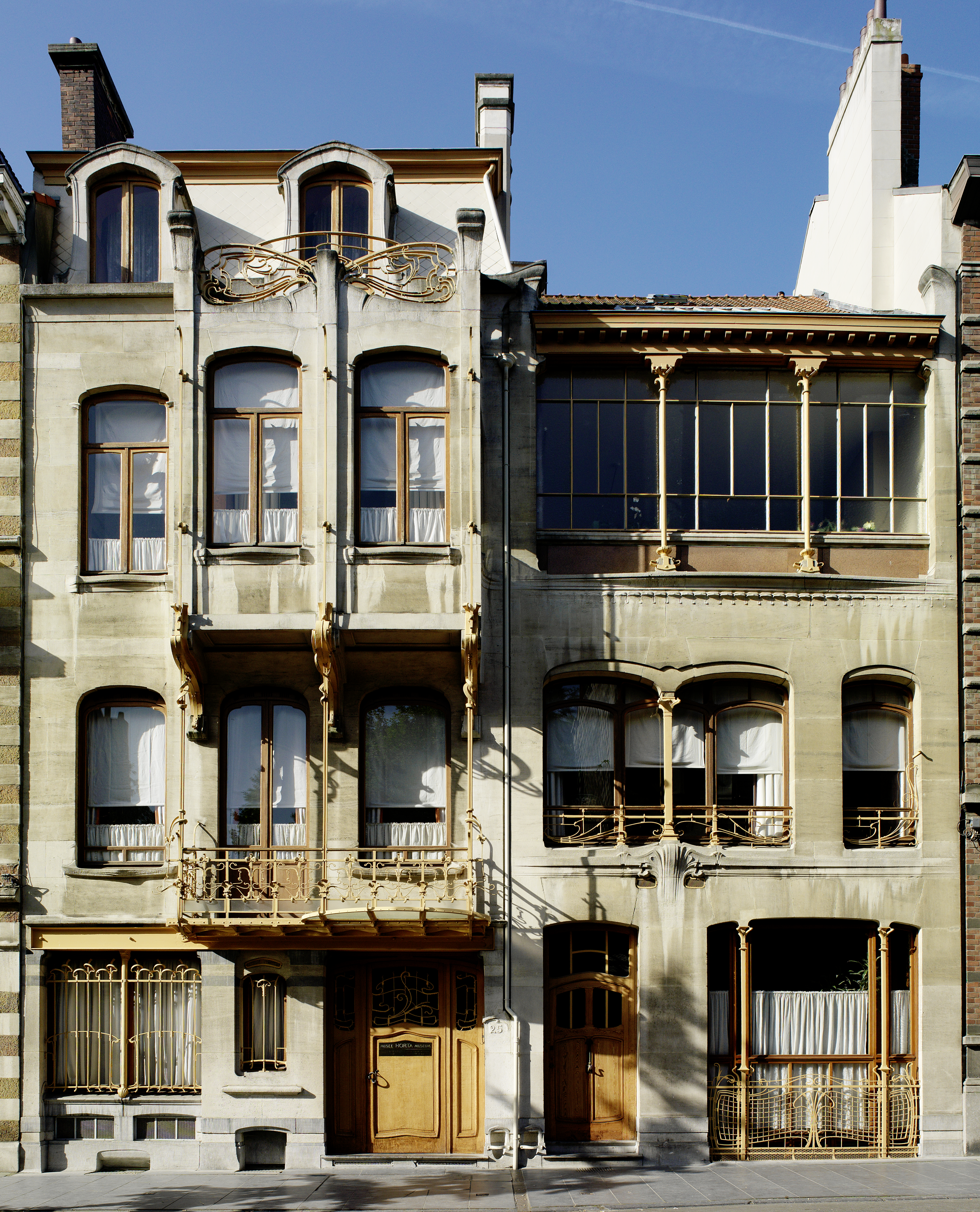
Собственный дом Орта. 1898—1901. Брюссель. Архитектор В. Орта
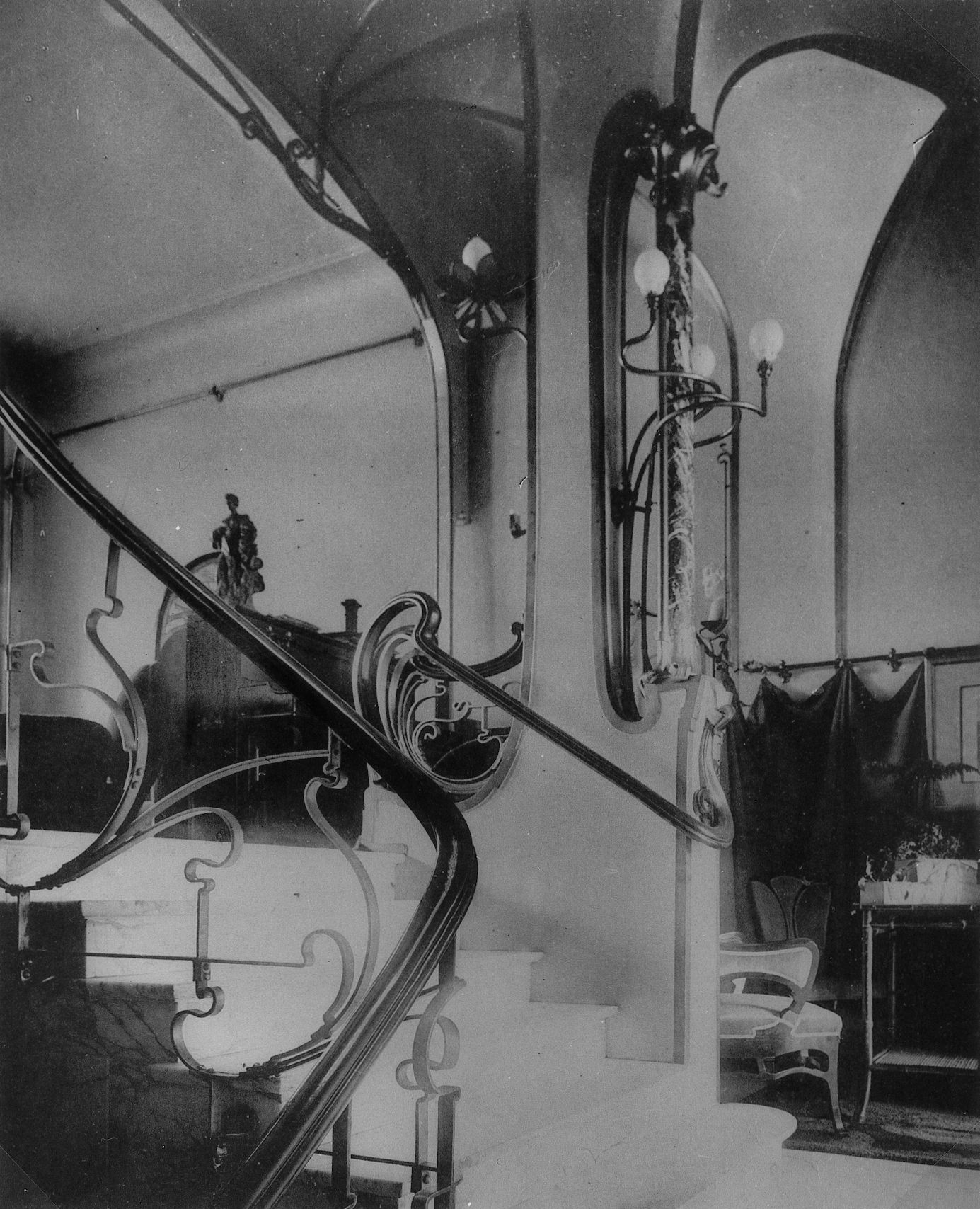
Лестница собственного дома Орта
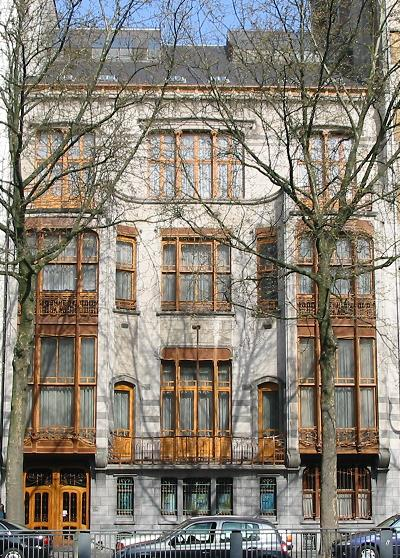
Дом Сольве. 1894—1903. Брюссель. Архитектор В. Орта
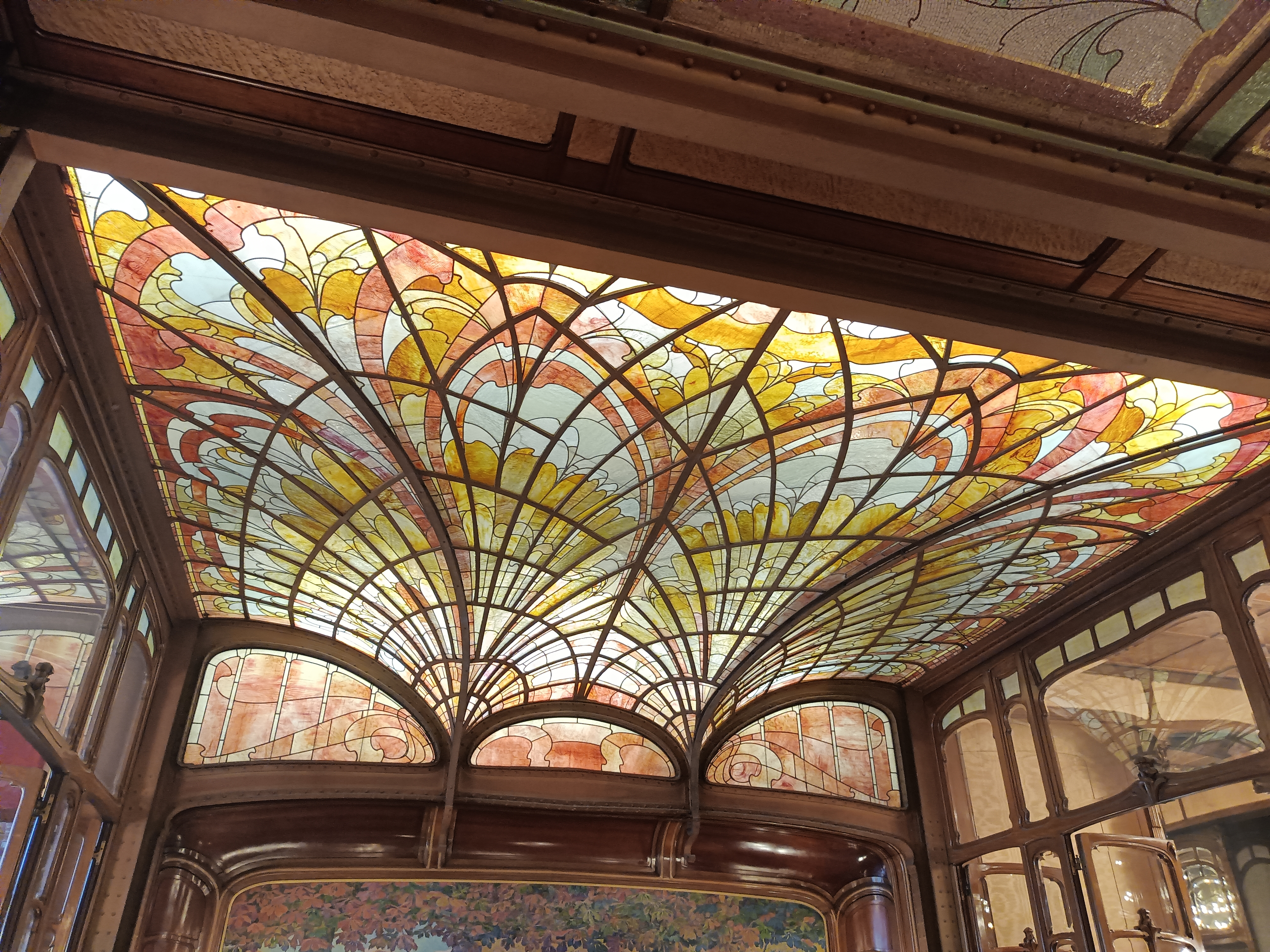
Витражный потолок дома Сольве

Возрождалась старая традиция, когда архитектор рисовал всё «до последнего гвоздя»: от общего эскиза сооружения до дверных ручек, оконных переплетов, светильников и каминов. При этом в качестве основного мотива мог быть выбран любой завиток или иной небольшой формальный элемент, в том числе и «органогенный». Так, например, узор вентиляционной решетки, стилизованный под растительный мотив или пасть неведомого чудовища, могли стать доминантным мотивом, как эхо повторяющимся в других формах и в композиции целого. Это придавало некоторую мистичность, загадочность и уберегало произведение от излишней рациональности, придавая ему неповторимую индивидуальность. Это качество Виктор Орта и называл «принципом портрета в архитектуре». Своё кредо архитектор определил следующим образом: «Я хочу уже в фасаде выразить план и конструкцию здания так, как это делалось в готике, и, подобно готике, выявить материал, а природу — отобразить в стилизованном декоре».

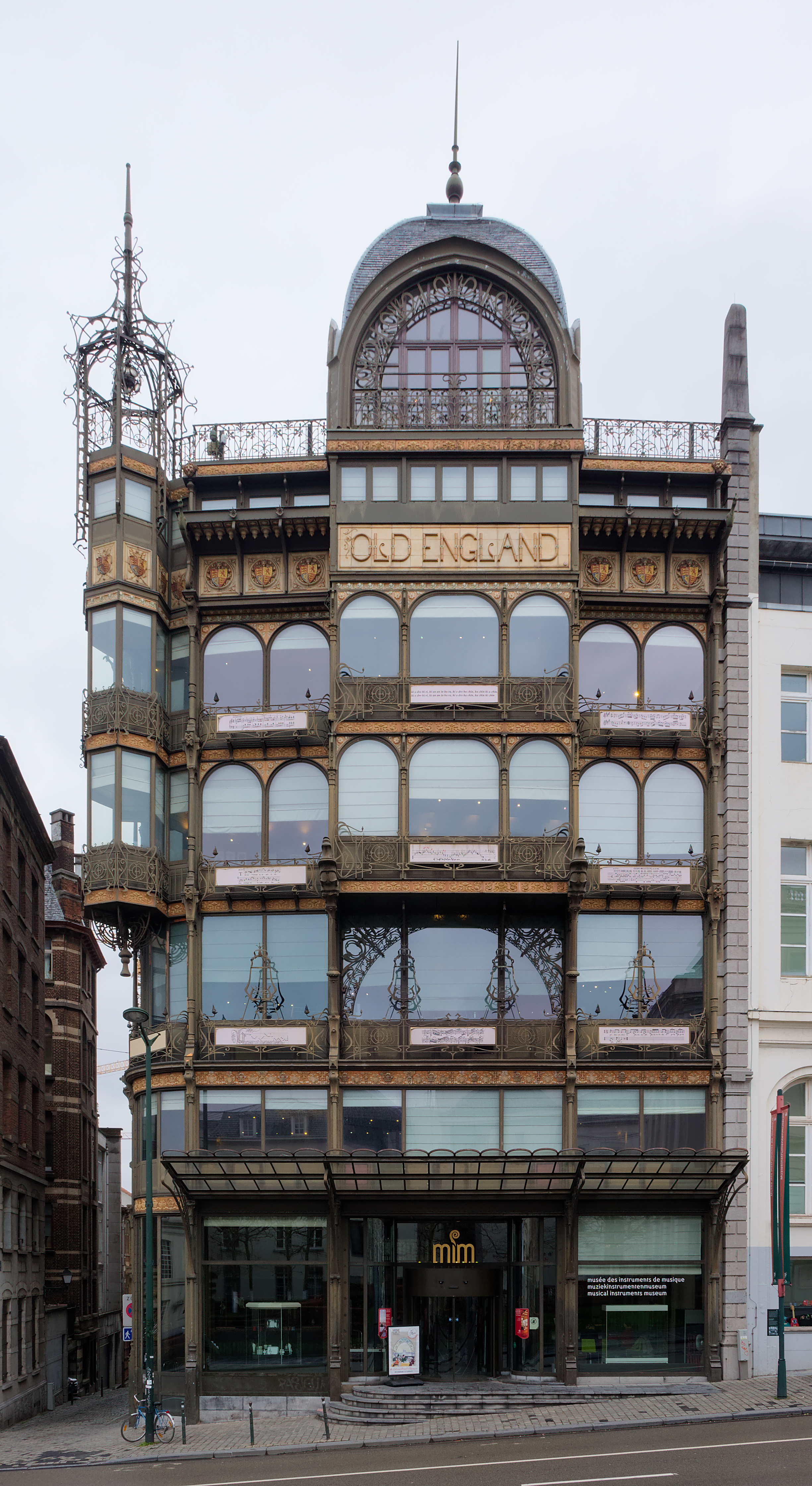
Отель «Old England». 1898–1899. Брюссель. Архитектор П. Сентенуа
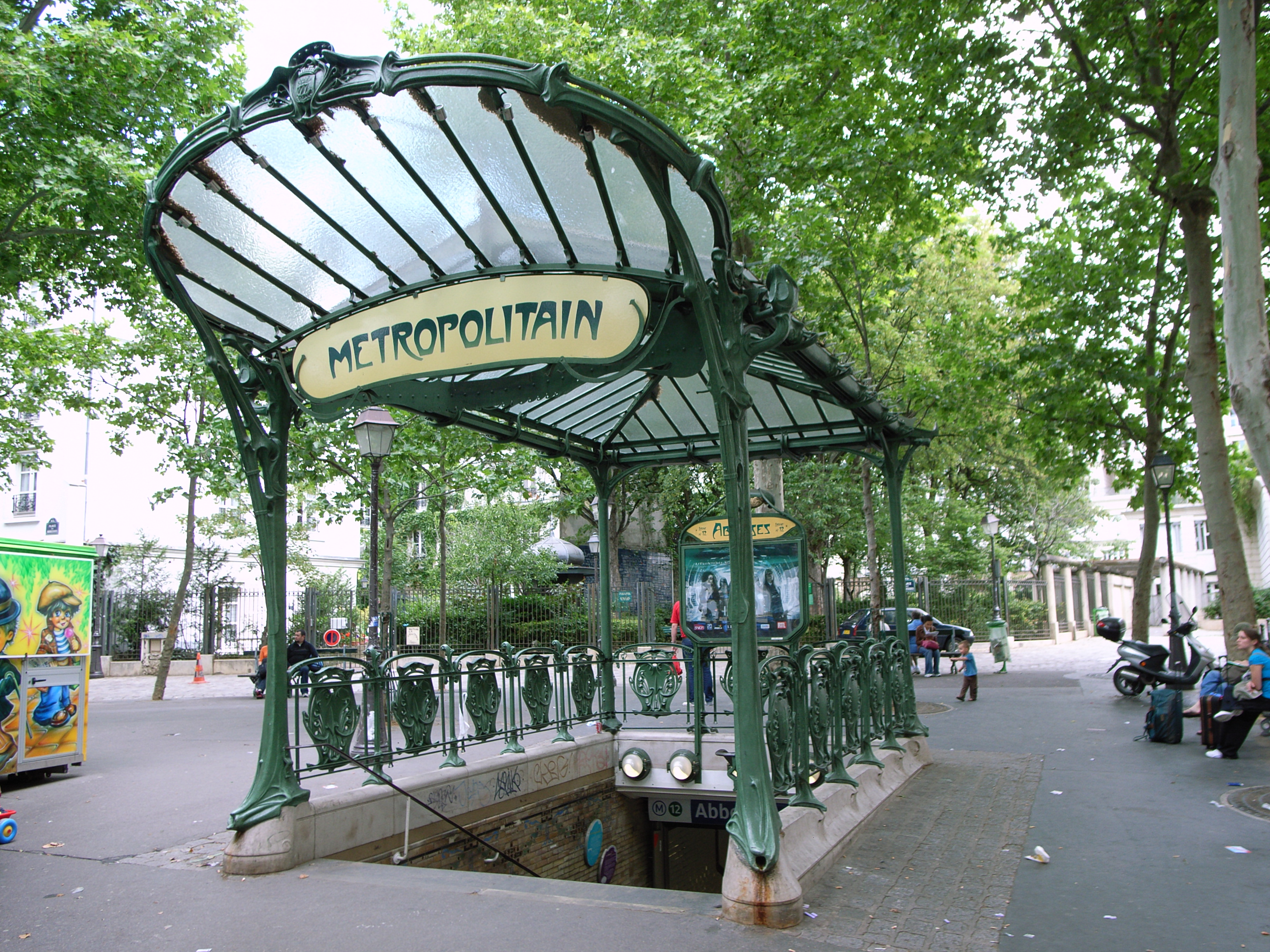
Вход в метро. Станция Аббес. 1900. Париж. Архитектор Э. Гимар
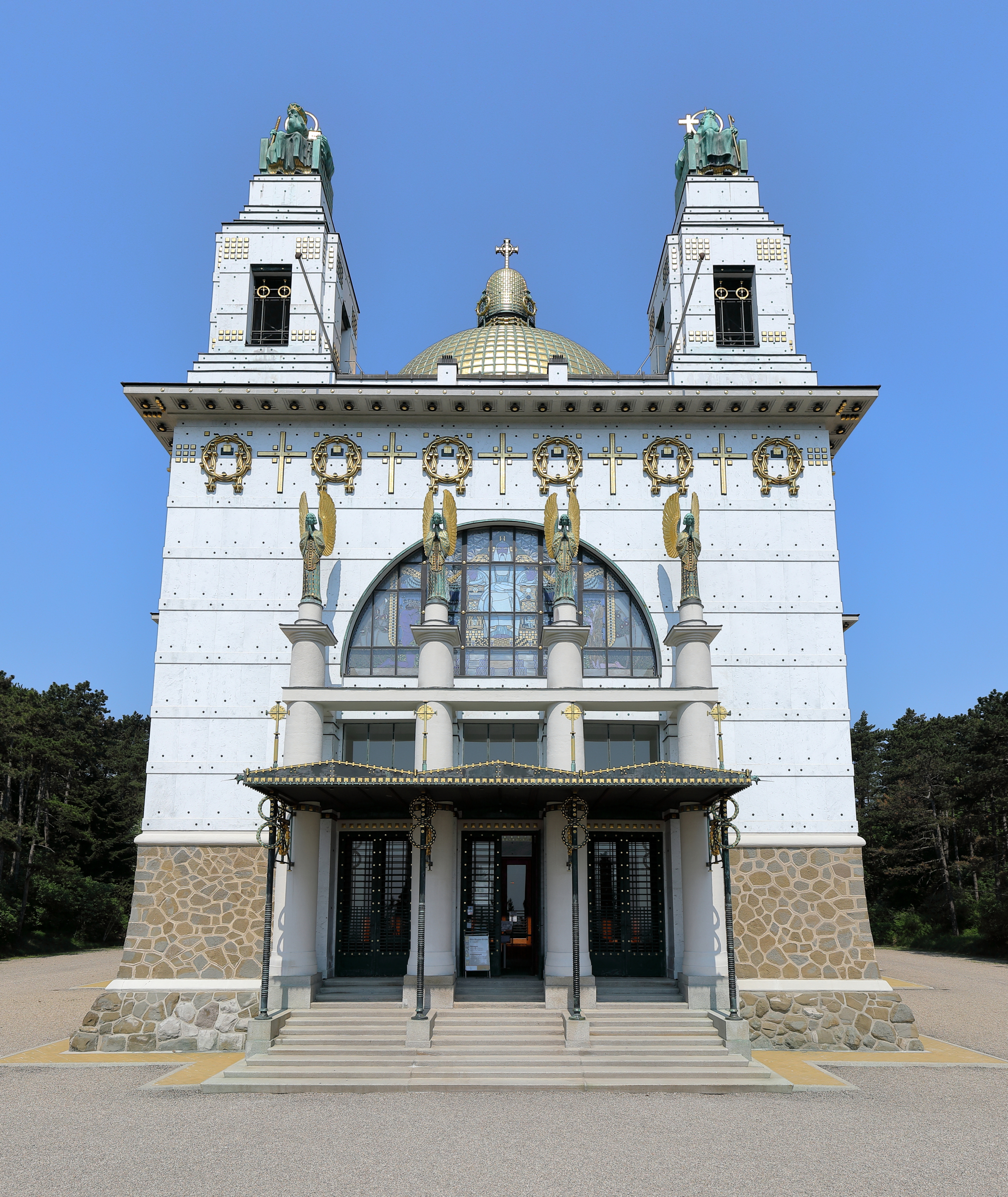
Католическая Церковь Ам-Штайнхоф. 1907. Вена. Архитектор О. Вагнер

Оригинальный стиль модерна сложился в Барселоне (Каталония, Испания) благодаря архитектурному творчеству Антонио Гауди. Начав как эклектик, Гауди вскоре освобождается от попыток стилизации под архитектуру минувших эпох. В декоре он широко использует кованные элементы и изразцы (Каса-Батльо, 1906). При постройке жилого дома Каса-Мила (1910) основным строительным материалом становится железобетон, проектом предусматривается система вентиляции, подземный гараж и лифты.
Немецкая версия модерна получила название «югендстиль». Её отличала большая сдержанность, обилие стекла и флорального декора (Стеклянный павильон) и бетона (Памятник битве народов, 1913). Большим изяществом отличался австрийский модерн, получивший название сецессион. Его лидером стал венский архитектор Отто Вагнер. Примером австрийского модерна может служить Церковь Ам-Штайнхоф (1907).
Дальнейшая судьба архитектуры модерна интерпретируется исследователями по-разному. По одной версии, после Первой мировой войны «поздний модерн» плавно перерастал в архитектуру функционализма, тем более, что мастера венского модерна во главе с Отто Вагнером уже подготовили основания для подобной метаморфозы. Например Ле Корбюзье, следуя теории Адольфа Лооса («Форма без орнамента») отказался от излишеств декора и орнамента, оставив от наследия модерна только стекло и железобетон. По другой версии, после Первой мировой войны «стиль модерн» сменился стилем ар деко, по иной версии и ар деко представляет собой позднюю разновидность модерна.

## Направления модерна
1. Бельгийская школа (Виктор Орта)[12]
2. Французская школа[12]
3. Каталонский модерн (исп. Modernismo catalán; Антонио Гауди)[13].
4. Русская школа[12]
5. Чикагская школа (Луис Салливен)
6. Венский сецессион (Отто Вагнер)[14]

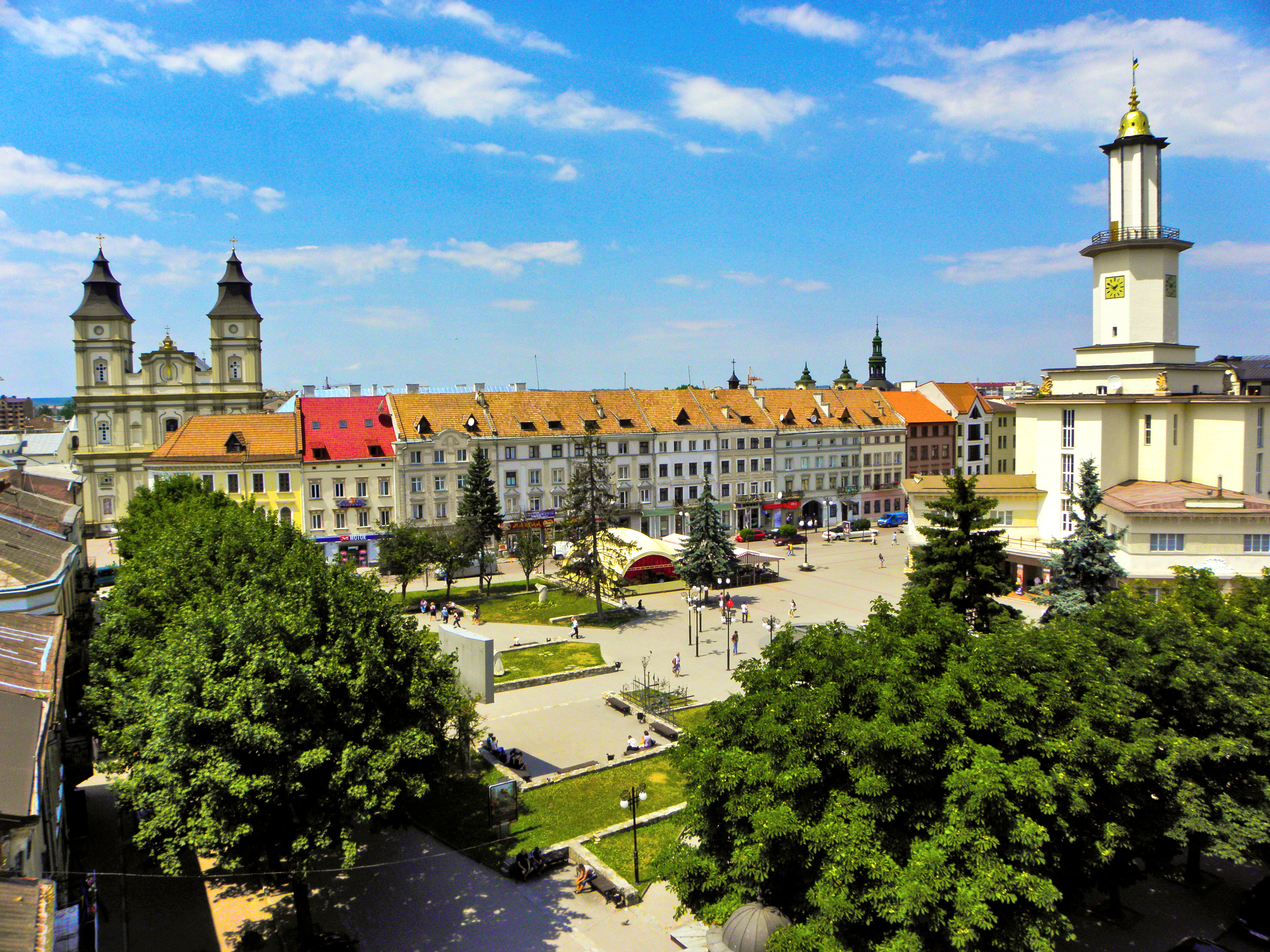
Городская ратуша.
Ивано-Франковск, Украина

7. Венгерский сецессион (Эдён Лехнер)
8. Рижский модерн (Михаил Эйзенштейн)
9. Северный модерн (дат. Nationalromantik: национальный романтизм; Элиэль Сааринен)
10. Шотландский модерн (Ч. Р. Макинтош)[15]
11. Итальянский модерн (либерти)[16]: Туринский модерн[итал.]

## Русский модерн
Первым по времени произведением модерна в России считается дача великого князя Бориса Владимировича, построенная архитекторами Шернборном и Скоттом в 1897 году в Царском Селе (Московское шоссе, д. 11). Одним из наиболее заметных и типичных памятников модерна в Санкт-Петербурге является дом компании «Зингер» (сейчас «Дом книги») на Невском проспекте. С одной стороны, здание не связано с окружающим ансамблем, что считается градостроительной ошибкой, с другой стороны, это пример удачной планировки в сложных условиях затесненного участка (1902—1904, архитектор П. Ю. Сюзор). Другие яркие примеры — Дом торгового товарищества «Братья Елисеевы» (1902—1903, архитектор Г. В. Барановский) и Торговый дом «С. Эсдерс и К. Схейфальс» («Дом у Красного моста», архитекторы В. А. Липский и К. Н. де Рошфор, 1906—1907, набережная реки Мойки, 73/15), расположенные неподалёку. К памятникам русского модерна относятся гостиница «Астория» в Петербурге (Ф. И. Лидваль, 1913—1914). К этому стилю относится и Дом Ф. Г. Бажанова (архитектор Ф. П. Алёшин), до настоящего времени там сохранился подлинный интерьер парадных помещений квартиры Бажанова: Парадной лестницы, Приёмной, Кабинета, Холла, Гостиной, Фойе, Малой и Большой столовых, Белого зала. В Петербурге среди вокзалов в этом плане выделяется Витебский (автор — С. А. Бржозовский).
Первым по времени зданием в стиле модерн в Москве стал построенный в 1898—1899 годах архитектором Л. Н. Кекушевым особняк О. А. Листа. Яркими примерами московского модерна являются знаменитые особняки Рябушинского и Дерожинской работы Ф. О. Шехтеля, Особняк Ивана Миндовского и собственный дом архитектора Л. Н. Кекушева, доходный дом М. В. Сокол архитектора И. П. Машкова. Множество так называемых «доходных домов» начала века построены в стиле модерн.
Выдающимися произведениями модерна являются Ярославский вокзал (автор — Ф. О. Шехтель), ЦУМ (б. «Мюр и Мерилиз»), гостиница «Метрополь» в Москве, и многие другие. В Москве работал целый ряд архитекторов, Ф. О. Шехтель, Клейн Р. И., Фомин И. В., которые и создали ответвление стиля, называемое московским модерном.

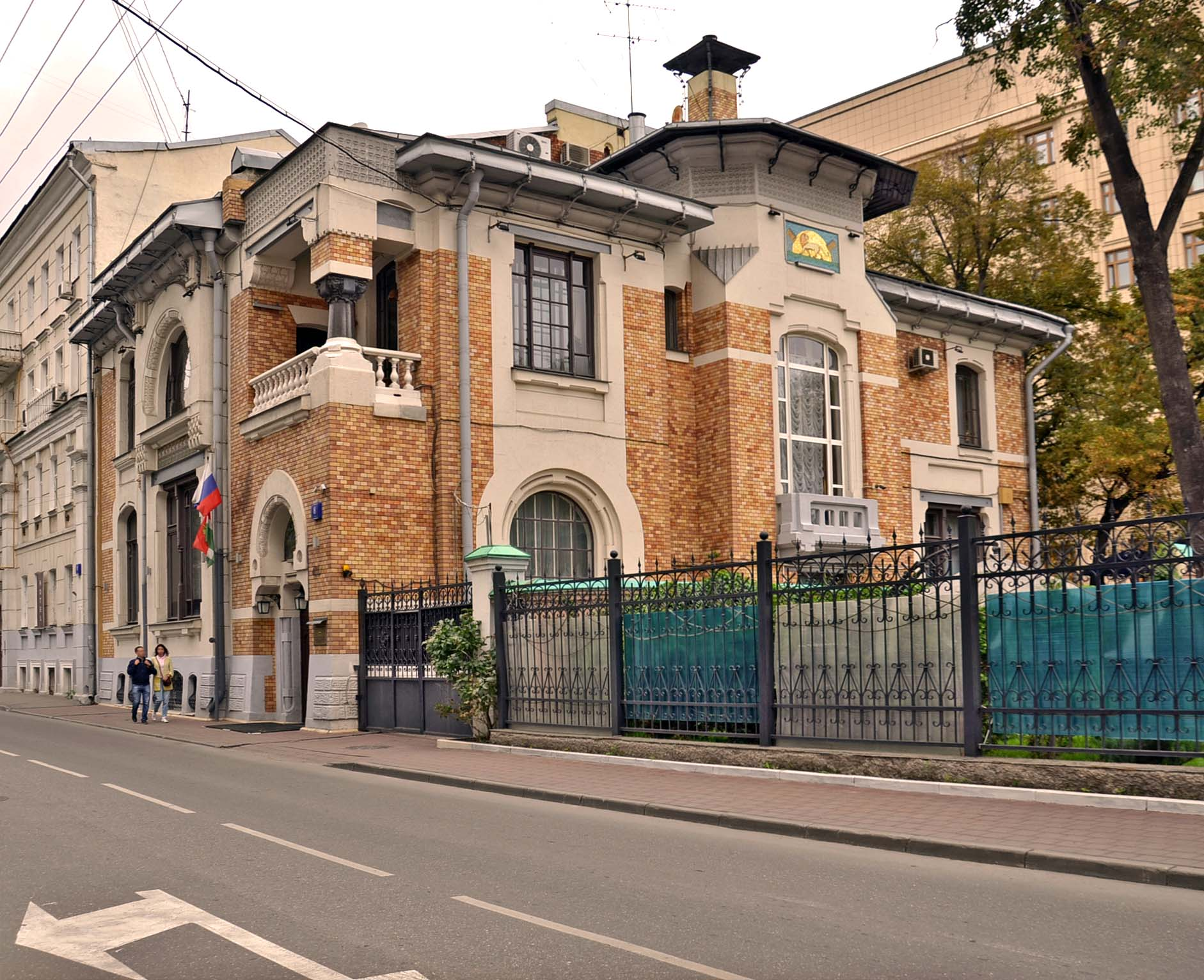
Особняк О. А. Листа, первое по времени московское здание в стиле модерн
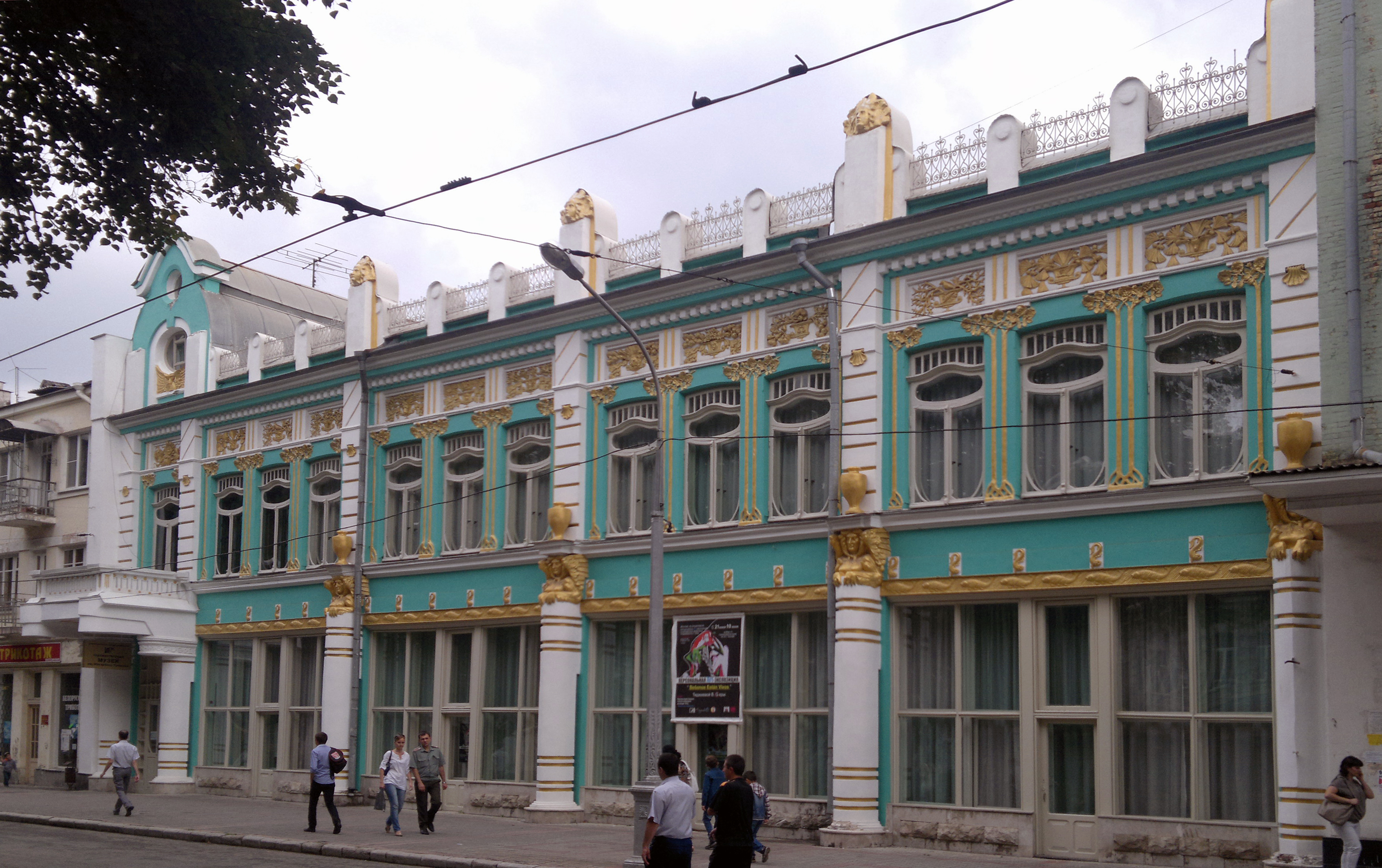
Торговый дом купца Оганова во Владикавказе (1903), архитектор И. Рябикин (ныне Художественный музей)
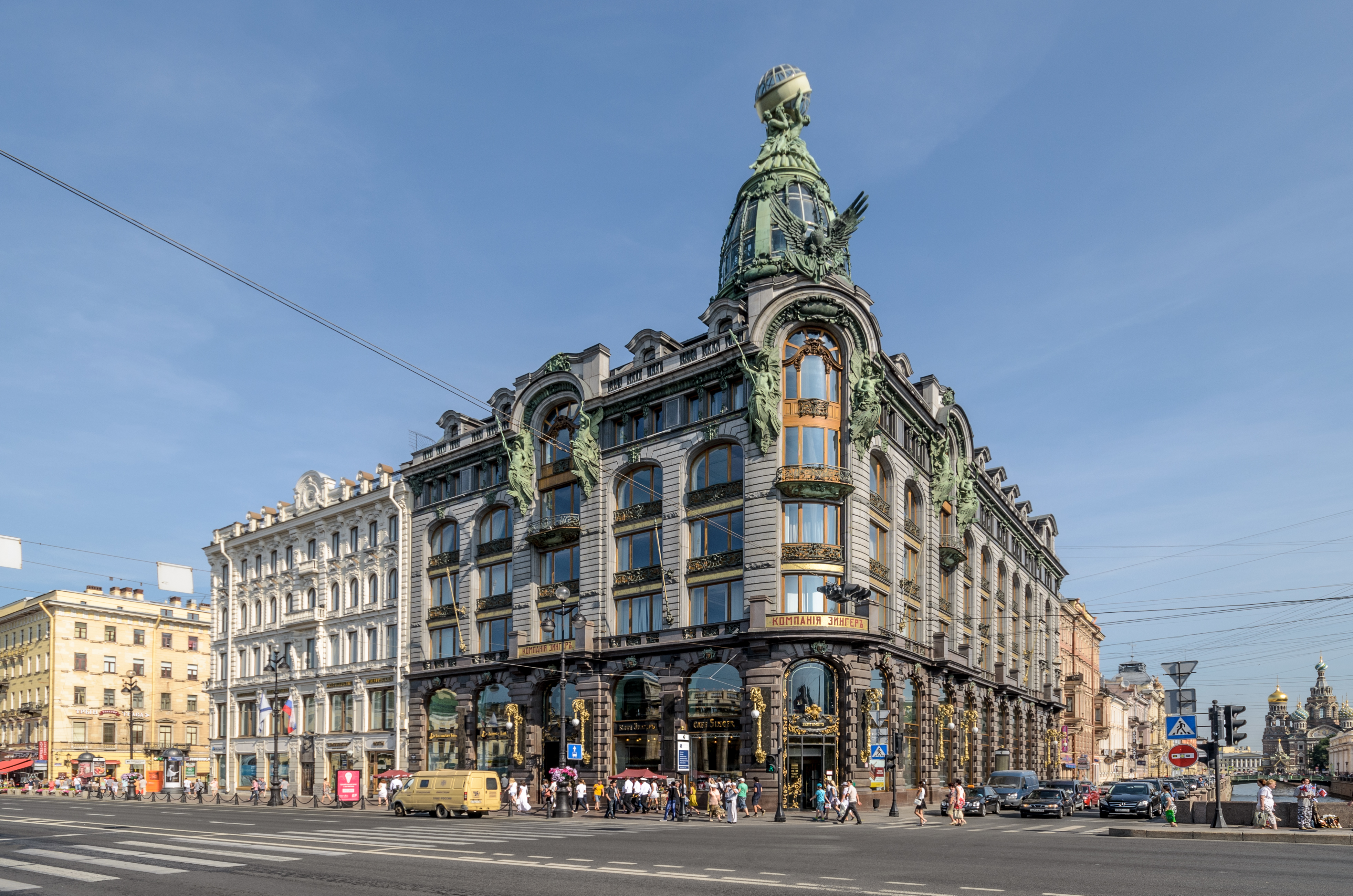
Дом компании «Зингер» (ныне — Дом книги в Санкт-Петербурге)
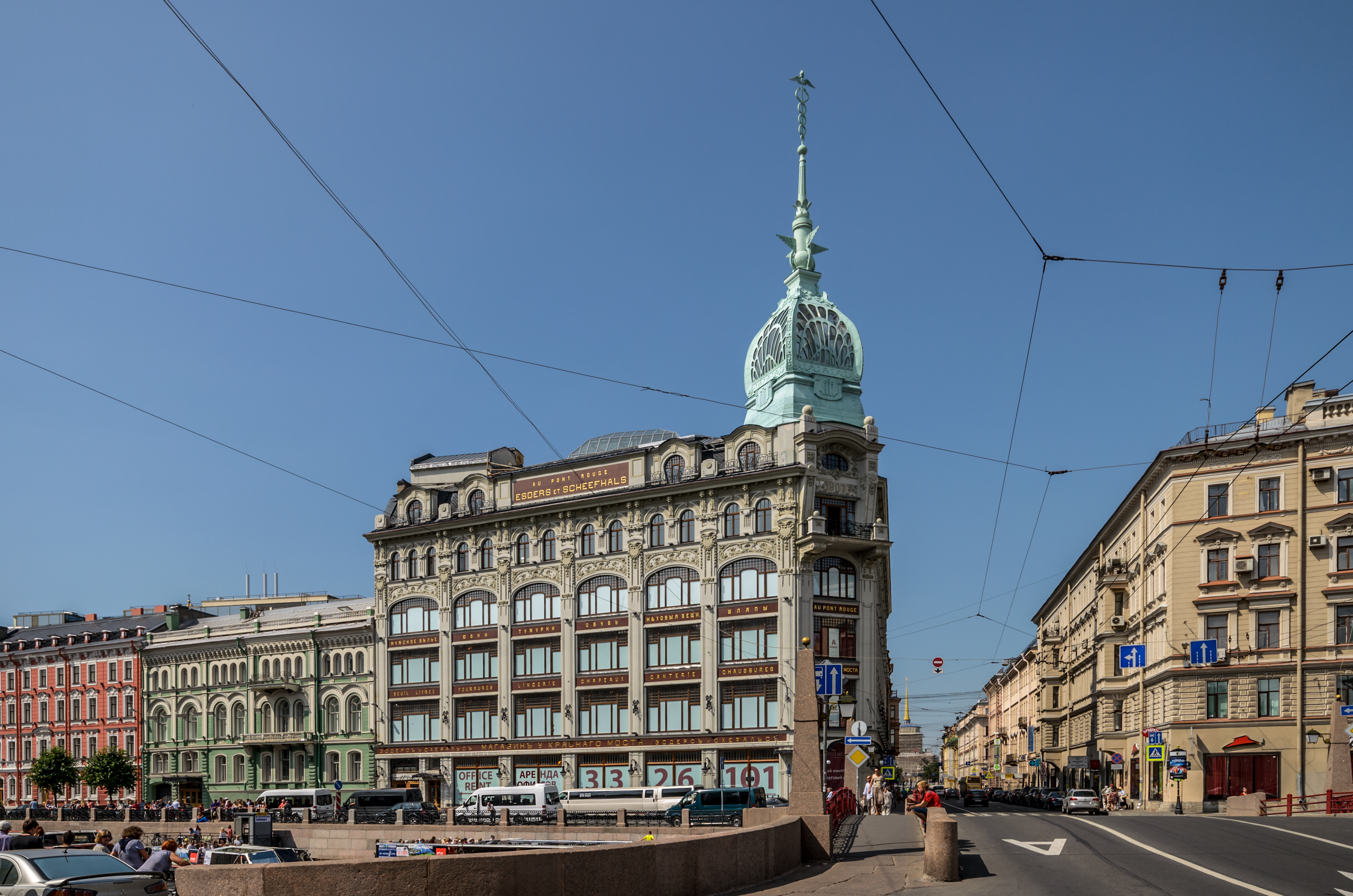
Торговый дом «С. Эсдерс и К. Схейфальс» («Дом у Красного моста»)
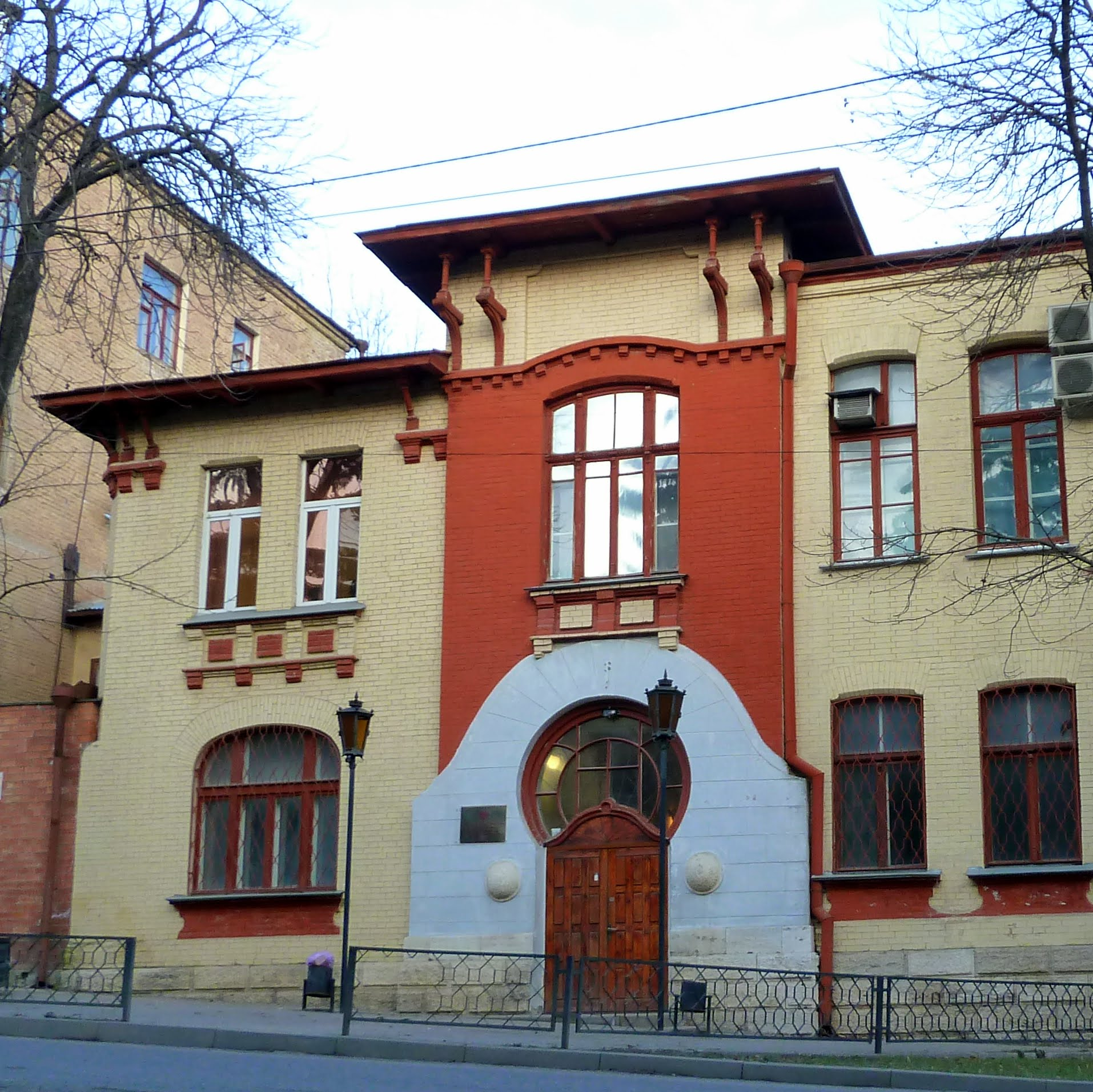
Дом на улице Соборной в Пятигорске
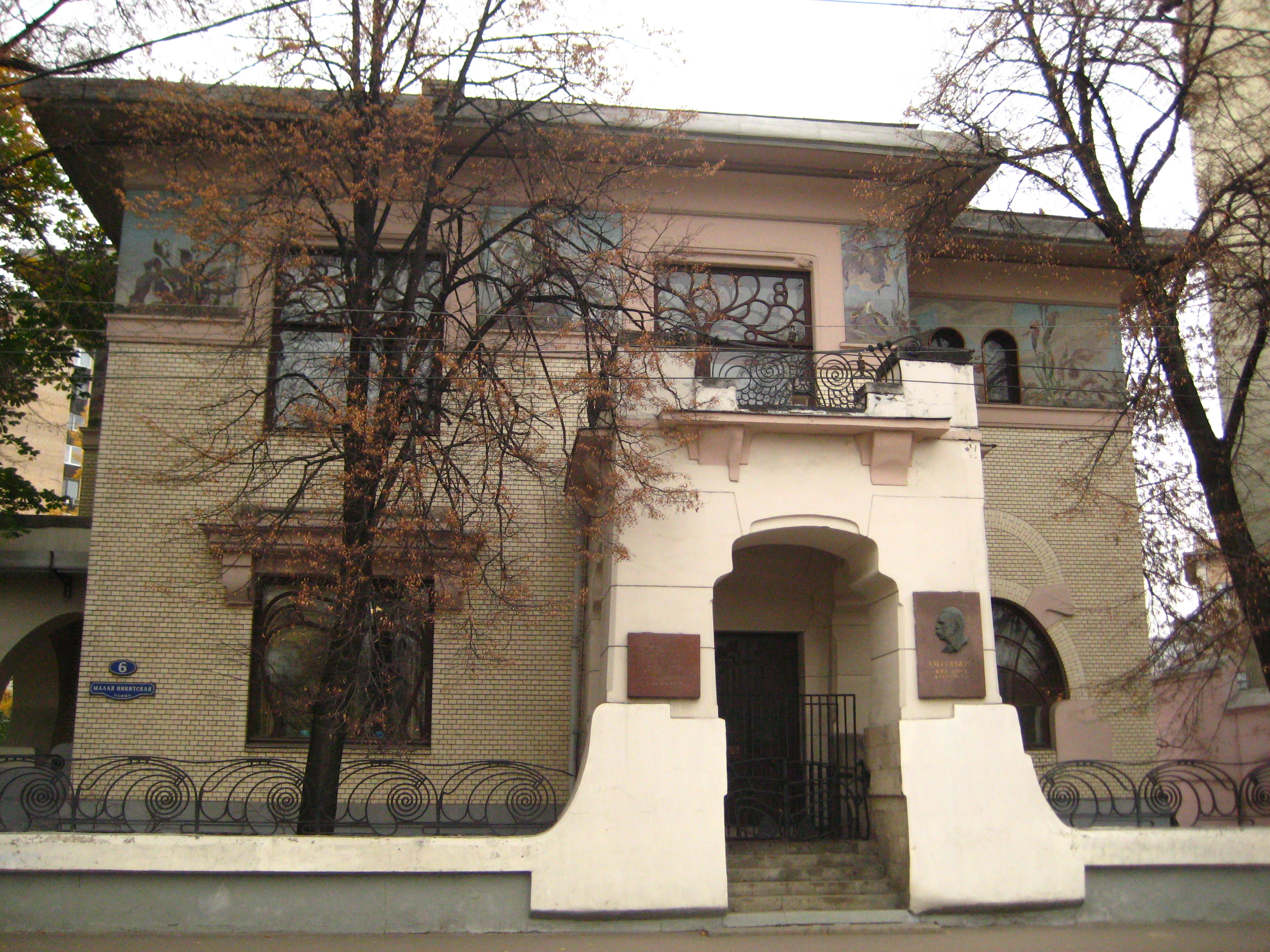
Особняк С. П. Рябушинского на Малой Никитской улице, архитектор Ф. О. Шехтель (ныне - Музей А. М. Горького)
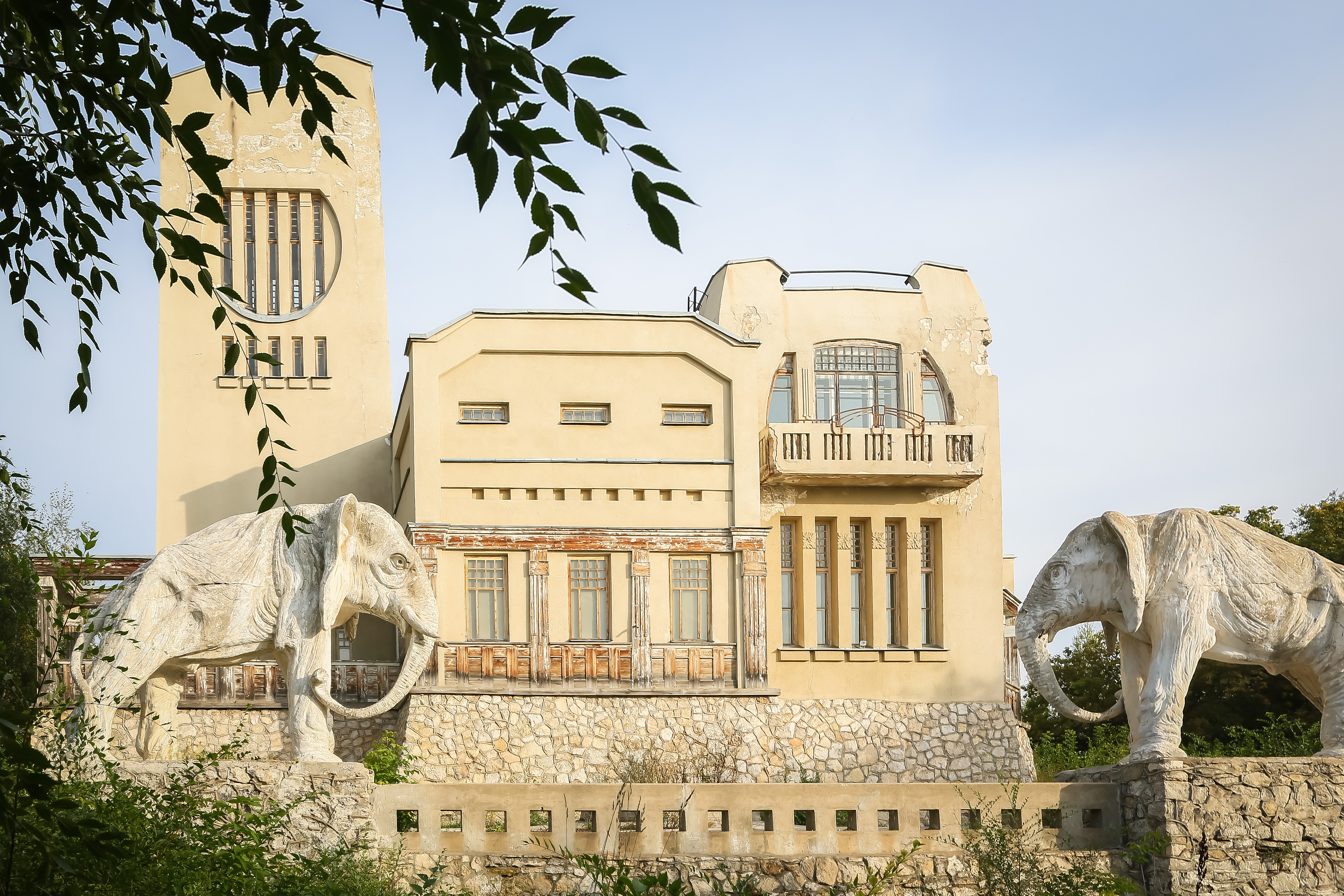
Дача Головкина в Самаре
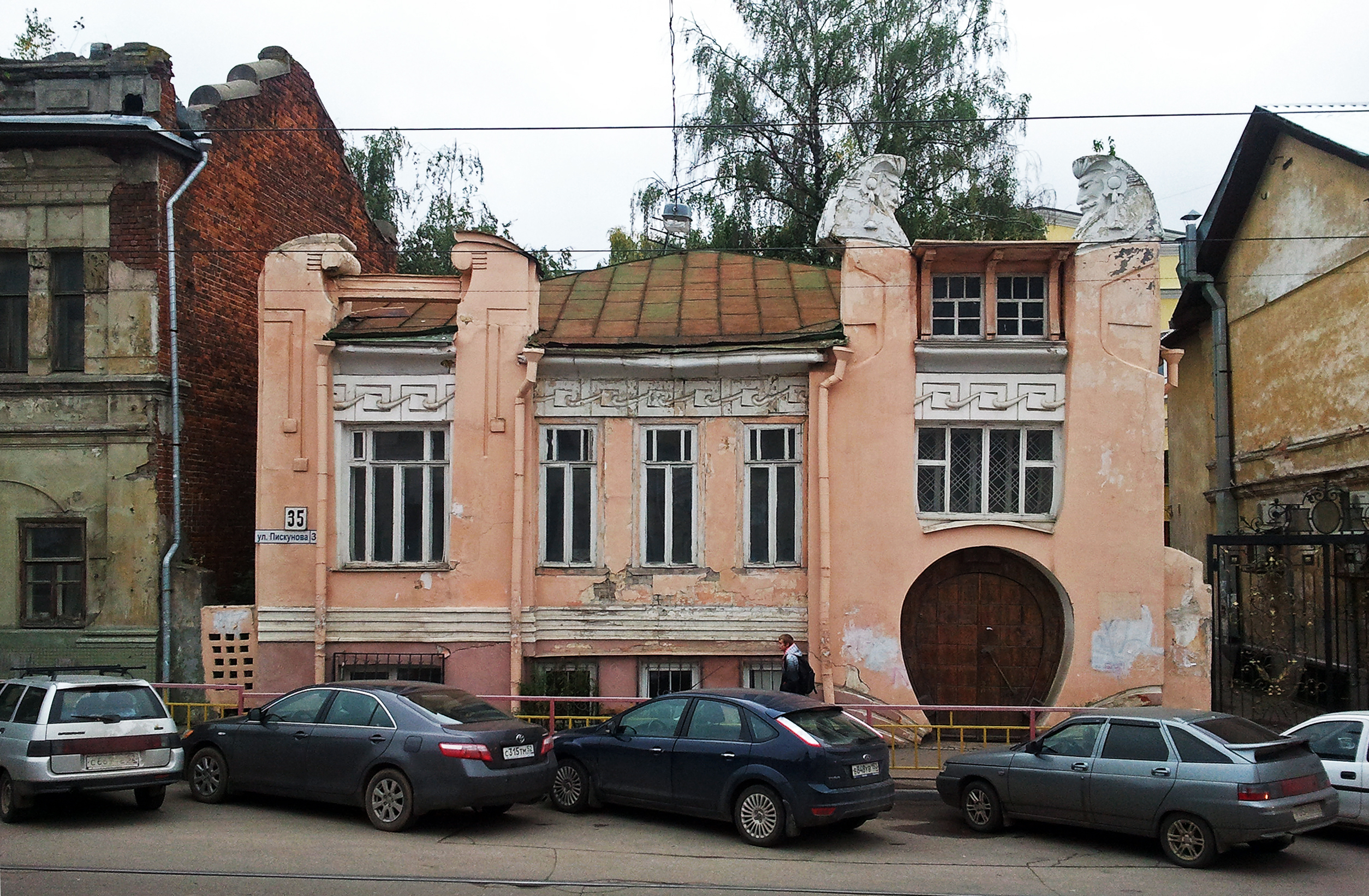
Нижний Новгород, ул. Пискунова, 35. Особняк (1907)
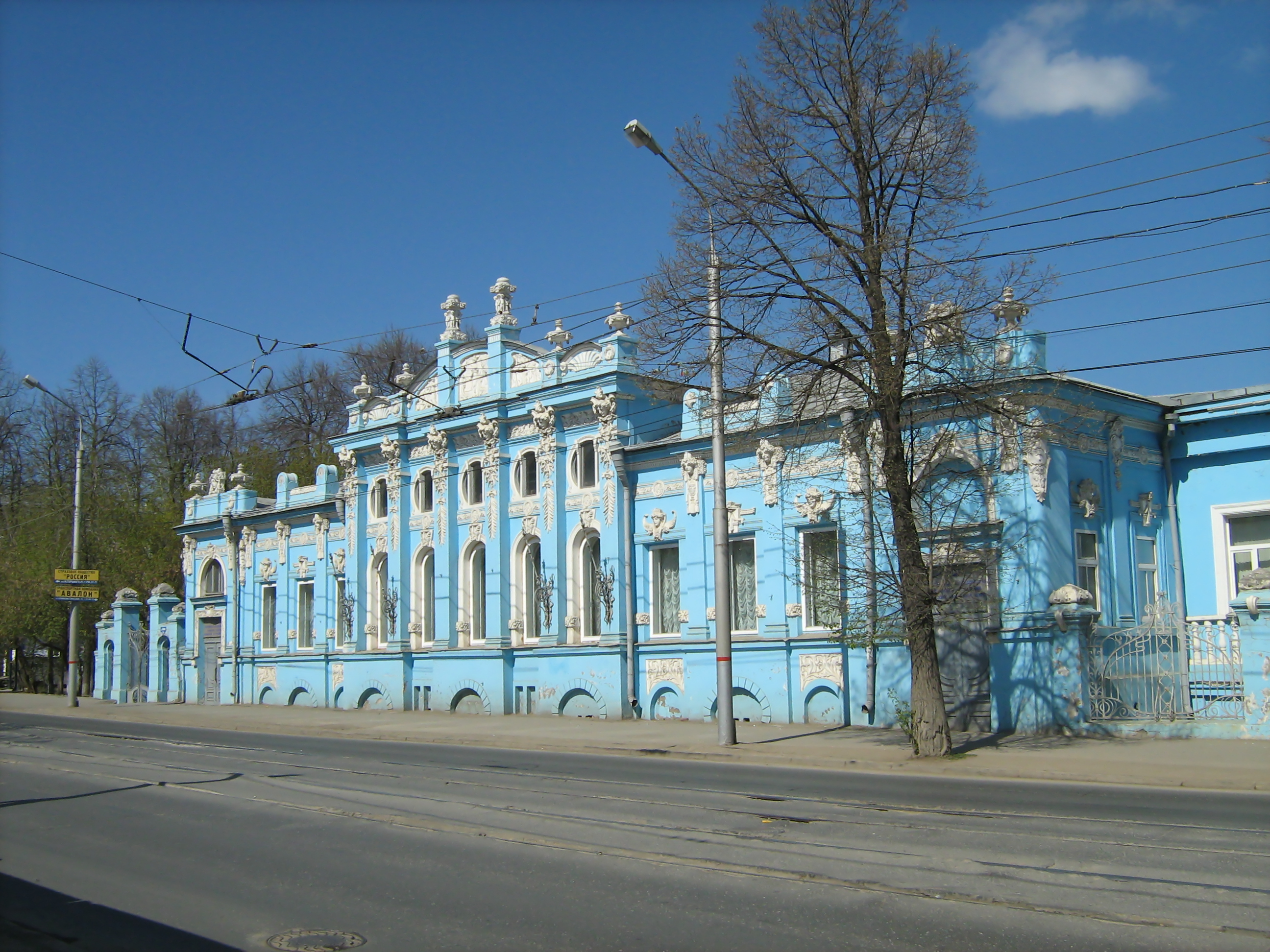
Дом С. М. Грибушина, Пермь (1905), архитектор А. Б. Турчевич
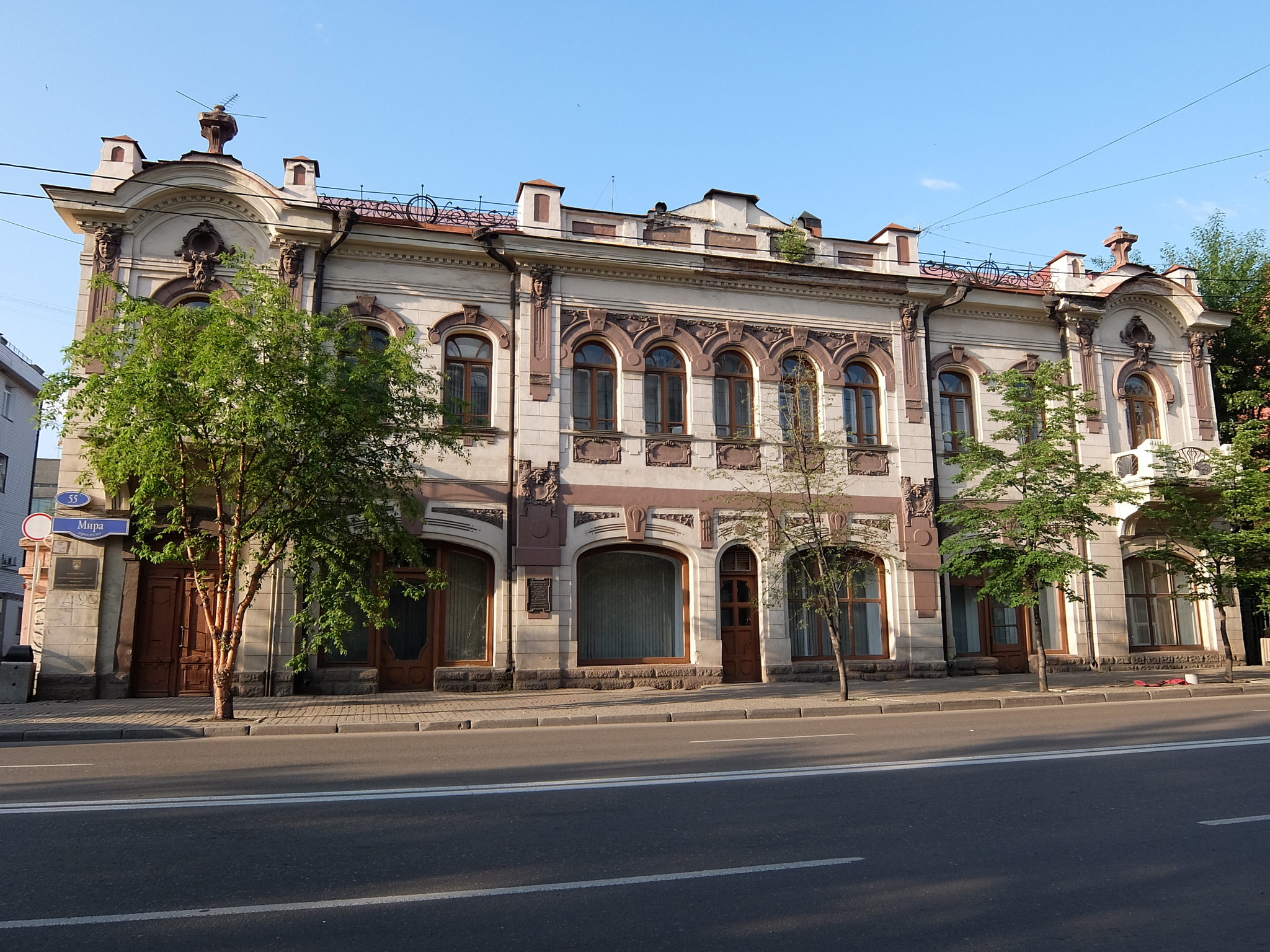
Типография Кахановской в Красноярске (1910), архитектор В. А. Соколовский
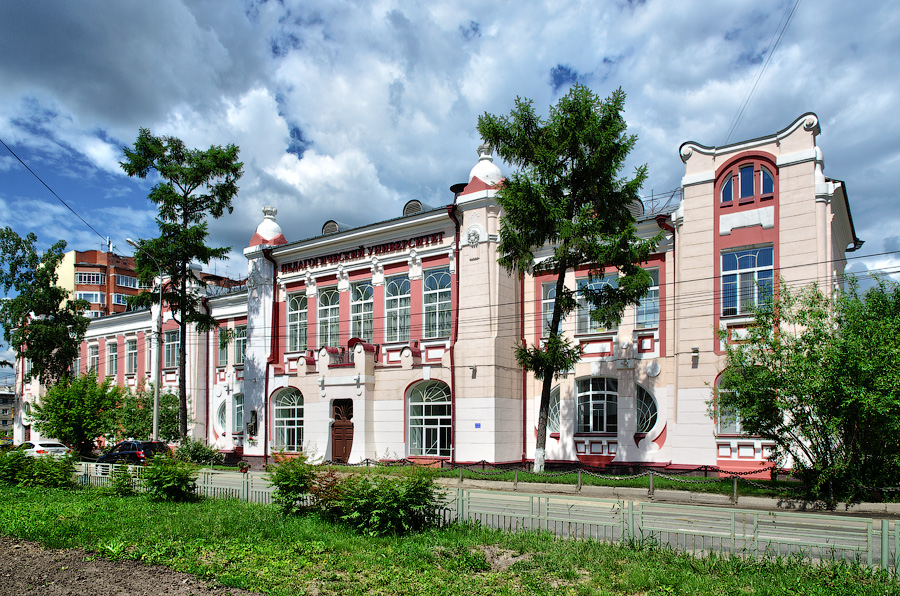
Здание Томского государственного педагогического университета (1905), архитектор Ф. Ф. Гут

## Современная ситуация

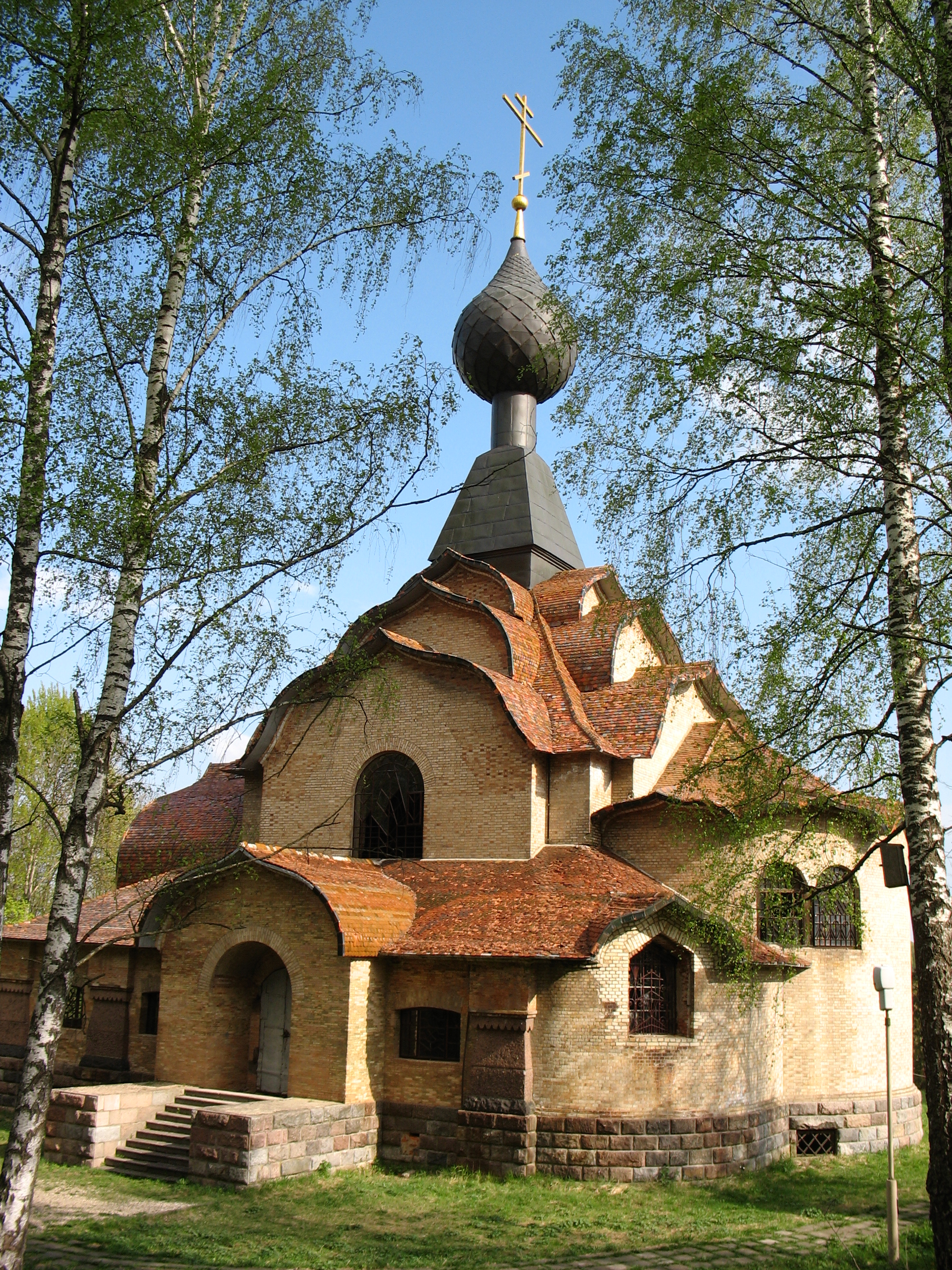
Храм Святого Духа в селе Талашкино в русском стиле с элементами модерна. Храм нуждался в срочной реставрации, после сбора подписей и запросов общественности на неё выделили средства.

Несмотря на важность архитектурных памятников эпохи модерн для истории архитектуры и культуры России в целом, на данный момент[когда?] не существует ни одного полноценного музея, посвящённого этому стилю. Более того, нет ни одного крупного музея, посвящённого самым ярким представителям московского модерна — Ф. Шехтелю и Л. Кекушеву. Многие здания недоступны не только для гражданских лиц, но и для научных сотрудников, основная причина заключается в том, что многие здания отданы, например, посольствам. Десятки зданий находятся на грани разрушения, поскольку по каким-либо причинам не занесены в реестр охраняемых государством памятников (последний крупный скандал связан с пожаром в доходном доме работы Кекушева; здание долгое время было заброшено, по некоторым данным было незаконно заселено приезжими рабочими из ближнего зарубежья).

## Архитекторы
См. также полный список архитекторов модерна, о которых есть статьи в Википедии.
- Отто Вагнер, Йозеф Мария Ольбрих — Австрия;
- Виктор Орта, Поль Ханкар, Анри Ван де Вельде — Бельгия;
- Чарльз Ренни Макинтош и группа «Четвёрка» — Великобритания;
- Эдён Лехнер — Венгрия;
- Петер Беренс — Германия;
- Хендрик Берлаге — Голландия;
- Антонио Гауди — Испания;
- Эйжен Лаубе, Михаил Эйзенштейн — Латвия;
- Кекушев, Лев Николаевич, Шехтель, Фёдор Осипович — Россия;
- Элиель Сааринен — Финляндия;
- Эктор Гимар, Анри Соваж — Франция;
- Йозеф Фанта — Чехия.

## Музеи модерна
- Рижский музей модерна
- Музей модерна в Самаре
- Музей «Архитектура эпохи модерна в Симбирске» (Ульяновск)[21]